# Романовы до 1613 года

## История

### Предыстория. Изменения названия рода
Согласно родовому преданию, предки Романовых выехали на Русь «из Пруссии» в начале XIV века. Однако историк Веселовский полагает, что Романовы — выходцы из Новгорода и объясняет фразу "происхождение из Пруссы" Прусской улицей в Великом Новгороде.
Первым достоверным предком Романовых и ряда других дворянских родов считается Андрей Кобыла — боярин московского князя Симеона Гордого. У него также известен брат Фёдор Шевляга — родоначальник нескольких боярских родов (Трусовых, Воробьиных, Мотовиловых и Грабежовых). У Андрея Ивановича было пять сыновей: Семён Жеребец, Александр Ёлка, Василий Ивантей, Гавриил Гавша и Фёдор Кошка. Они явились родоначальниками многих русских дворянских домов.
Потомки Фёдора Кошки стали прозываться Кошкиными. Дети Захария Ивановича Кошкина стали Кошкиными-Захарьиными, а внуки — просто Захарьиными. От Юрия Захарьевича пошли Захарьины-Юрьевы, а от его брата Якова — Захарьины-Яковлевы.

### Возвышение рода
Старшая дочь Александра Борисовича Горбатого-Шуйского, Евдокия, была замужем за Никитой Романовичем Захарьиным, дедом царя Михаила, что дало Романовым некоторое основание выводить свою родословную от Рюрика. При этом следует отметить, что не все историки считают её матерью Федора Никитича: некоторые придерживаются мнения, что матерью Фёдора была Варвара Головина.
Благодаря браку Ивана IV Грозного с Анастасией Романовной Захарьиной род Захарьиных-Юрьевых стал в XVI веке близким к царскому двору, а после пресечения московской ветви Рюриковичей начал претендовать на престол.
Первым из рода фамилию «Романов» стал носить Фёдор Никитич (он же патриарх Филарет) в честь своего деда Романа.

### Разгром семьи в Смутное время
Мощная группировка Романовых была расценена Борисом Годуновым как конкуренты. 5 братьев Никитичей были отправлены в ссылку, откуда живыми вернулись только двое, в том числе Филарет. Тем временем Борис скончался, затем были разгромлены поляки. Малолетний Михаил Федорович, за спиной которого стоял такой влиятельный политик, как Филарет, оказался наиболее удобным кандидатом на царский трон.

### Избрание на царство Михаила
В 1613 году Земский собор избрал на престол внучатого племянника Анастасии и сына Фёдора Никитича Михаила Фёдоровича. С тех пор он и его потомство (которое традиционно называется «Дом Романовых») правило Россией до революции 1917 года.
См. также Соборная клятва 1613 года.

### Поколенная роспись
Официальная поколенная роспись Романовых, сделанная в XIX веке, начинается со времен легендарных.
1. Гланда-Камбилла Дивонович, князь Прусский. Сын Дивона. По преданию, потомок короля Прусского Вейдевута, жившего в V веке. Выехал в Россию в конце XIII века. Крестился в 1281 году и принял имя «Иван».
  1. Андрей Иванович Камбилла (или Кобыла). Боярин великих князей московских Ивана Калиты и Семена Гордого.
    1. Семён Андреевич Жеребец, родоначальник Лодыгиных, Коновницыных, Горбуновых[7], Синих, Кокоревых и Образцовых
      1. Григорий Семенович Лодыга. Родоначальник Лодыгиных и Коновницыных
      2. Игнатий Семенович. Ум. 1 июня 1408 года
      3. Фома Семенович
        1. Владимир Фомич. Бездетен

      4. Александр Семенович Синих. Родоначальник Синих, Кокоревых и Образцовых

    2. Александр Андреевич Ёлка, родоначальник Колычёвых, Хлуденевых, Стербеевых и Неплюевых[7]
      1. Федор Александрович Колыч. Родоначальник Колычевых
      2. Иван Александрович Хлудень. Родоначальник Хлуденевых
      3. Григорий Александрович Стербей. Родоначальник Стербеевых
      4. Роман Александрович. Бездетен
      5. Федор Александрович Дюдка (Детка). Родоначальник Неплюевых

    3. Василий Андреевич Ивантей или Вантей
      1. Григорий Вантеевич (Васильевич). Бездетен

    4. Гавриил Андреевич Гавша — родоначальник Боборыкиных
      1. Борис Гавриилович
        1. Андрей Борисович. Бездетен

      2. Андрей Гавриилович Бобарык. Родоначальник Боборыкиных

    5. Фёдор Андреевич Кошка, родоначальник Романовых, Шереметевых , Яковлевых, Голтяевых и Беззубцевых. Его супруга Анастасия.
      1. Иван Федорович Большой. Родоначальник бояр Кошкиных. Боярин и казначей великого князя Василия Дмитриевича.
        1. Иван Иванович Кошкин
          1. Дочь. Супруга Тимофея Васильевича Собакин (ум. 1445)
          2. Соломонида Ивановна Кошкина. Жена Григория Игнатьевича Козла Морозова

        2. Федор Иванович Брех Кошкин
          1. Василий Федорович Брех Кошкин. Убит бездетным на Лыскове в 1410 году.

        3. Яков Иванович Казак Кошкин
          1. Василий Яковлевич Кошкин. Бездетный
          2. Дочь. Супруга Андрея Петровича Плещеева
          3. Дочь. Супруга Федора Ивановича Ушатого, князя Моложского

        4. Захарий Иванович Кошкин. Родоначальник Захарьиных. Далее линию потомства см. ниже.

      2. Федор Голтяй
        1. Иван Федорович Голтяев. Бездетен
        2. Гавриил Федорович Голтяев. Бездетен
        3. Андрей Федорович Голтяев. Упоминается в 1435 году. Бездетен
        4. Мария Федоровна Голтяева. 2-я жена Ярослава Владимировича, князя Малоярославецкого. Её дочь Мария Ярославна стала женой Василия Тёмного и матерью Ивана III.

      3. Александр Беззубец. Родоначальник Шереметевых и Беззубцевых
      4. Никифор Федорович
        1. Матфей Никифорович. Бездетен
        2. Федор Никифорович. Бездетен

      5. Михаил Федорович Дурной
      6. Анна Федоровна. Супруга с 1391 года Федора Михайловича, князя Микулинского

  2. Фёдор Шевляга
    1. Тимофей Мотовило. Родоначальник Мотовиловых и Грабежевых
    2. Кирилл Вороба. Родоначальник Воробиных и Трусовых
    3. Нестер Деревль. Бездетен

#### Захарьины (Захарьины-Юрьевы, Романовы)
1. Захарий Иванович Кошкин, внук Федора Андреевича Кошки, сына Андрея Кобылы[6]
  1. Яков Захарьевич Кошкин-Захарьин. С 1480 года боярин Ивана III. Умер 15 марта 1510 года. Родоначальник Яковлевых.
    1. Захарьин-Яковлев, Пётр Яковлевич Злоба
    2. Захарьин-Яковлев, Василий Яковлевич.
      1. Яковлев, Семён Васильевич
      2. Яковлев, Михаил Васильевич

  2. Василий Захарьевич Ляцкий. Родоначальник Ляцких.
    1. Иван Васильевич Ляцкий. Участвовал в Литовской войне 1514—1519 годов и особенно отличился в 1517 году, когда разбил шеститысячное неприятельское войско близ Константинова; затем был в походе против крымцев (1522) и Казани (1524); в 1526 году послан в Варшаву для утверждения договора; в 1534 году бежал, вместе с сыном Иваном и Бельским, в Литву и там погиб.

  3. Юрий Захарьевич Кошкин-Захарьин. Родоначальник Юрьевых-Захарьиных. С 1493 боярин Ивана III. Его жена — Ирина Ивановна Тучкова-Морозова
    1. Захарьин-Юрьев, Михаил Юрьевич (ум. 1538). С 1520 года боярин Василия III и Ивана IV. Умер в 1538 году.
      1. Иван-Иоасаф Михайлович Большой Юрьев-Захарьин. Дворецкий и боярин Ивана IV. Умер бездетным 1 июня 1548 года.
      2. Василий Михайлович Юрьев-Захарьин, тверской дворецкий и боярин, был в 1547 году «у постели на свадьбе кн. Юрия Васильевича». В 1548 году воеводствовал в Казани. Упоминается в числе бояр, оставшихся в 1559 году в Москве для управления государством, затем его имя встречается в ответной грамоте (1566) послам польского короля. Умер в 1567 году.
        1. Захарьин-Юрьев, Протасий Васильевич. Бездетен
        2. Иван Васильевич Юрьев-Захарьин. Ум. 24 мая 1571 года. Бездетен.
        3. Федор Васильевич Юрьев-Захарьин Ум. 24 мая 1571 года. Бездетен.

      3. Иван Михайлович Меньший Юрьев-Захарьин. Умер бездетным 1 июня 1552 года.

    2. Иван Юрьевич Юрьев-Захарьин (ум. 6 июля 1502)
      1. Михаил Иванович Юрьев-Захарьин. Умер бездетным в 1565 году

    3. Роман Юрьевич Юрьев-Захарьин — окольничий; был воеводой в походе 1531 года. Умер в 1543 году. Жена — Захарьина, Ульяна Фёдоровна.
      1. Даниил Романович Романов-Юрьев, брат царицы Анастасии Романовны, окольничий (1547), боярин (1548). Участвовал в казанском походе 1551—1552 годов, причем особенно отличился при взятии Арского острога и в походах против крымцев и литовцев в 1556—1557, 1559 и 1564 годах. Умер в 1571 году.
        1. Михаил Данилович Романов-Юрьев (ум. 1 июля 1559/1560)
        2. Иван Данилович  (ум. 24 мая 1571). Бездетен
        3. Фёдор Данилович Романов-Юрьев (ум. 24 мая 1571). Бездетен
        4. Анна Даниловна Романова-Юрьева (ум. 1571), жена князя Фёдора Васильевича Ноготкова-Оболенского
        5. Фетинья Даниловна Романова-Юрьева (ум. 15 июня 1596), жена князя Федора Дмитриевича Шестунова

      2. Донат (Долмат) Романович Романов-Юрьев (ум. 5 июля 1543/5 сентября 1545)
      3. Никита (Нифонт) Романович Романов-Юрьев — дед царя Михаила Федоровича. Участвовал в шведском походе 1551 года; был воеводой во время литовского похода (1559, 1564—1557). Именно его участием в ливонской войне был обретён родовой герб с грифоном. В 1563 году сделан дворецким и боярином. В 1584—1585 году участвовал в управлении государством. Умер в 1585 году, приняв монашество с именем Нифонта. 1-я жена — Варвара Ивановна Ховрина, 2-я жена — Евдокия Александровна Горбатая-Шуйская
        1. Фёдор Никитич Романов (патриарх Филарет). Жена — Ксения Ивановна (Шестова, инокиня Марфа)
          1. Борис Федорович Романов (29 ноября 1593), умер в детстве
          2. Никита Федорович Романов (29 ноября 1593), умер в детстве
          3.  Михаил Федорович Романов, царь
          4. Татьяна Федоровна Романова (ум. 21 июля 1611). Муж — князь Иван Михайлович Катырев-Ростовский (ум. в 1621).
          5. Лев Федорович Романов (21 сентября 1597), умер в детстве
          6. Иван Федорович Романов (7 июня 1599), умер в детстве

        2. Александр Никитич Романов-Юрьев в 1585 году находился во дворце в день приема литовского посла. В 1586 году был наместником каширским. В 1591 году участвовал в походе против Газы II Гирея. В 1598 году — боярин. Борис Годунов в 1601 году лишил его боярского звания и сослал в Усолье-Луду, где он и был, по словам летописца, удавлен.
        3. Михаил Никитич Романов-Юрьев — стольник в 1597 году, окольничий в 1598 году. В 1601 году сослан в Ныроб, где вскоре умер.
        4. Никита Никитич Романов-Юрьев. Стольник. Умер бездетным в 1598 году.
        5. Василий (Никифор) Никитич Романов-Юрьев, стольник (1597), 1 июля 1601 года сослан в Яранск, через месяц переведен в Пелым, где содержался прикованным к стене. Умер 15 февраля 1603 года. Бездетен
        6. Иван Никитич Романов-Юрьев', по прозванию Каша, стольник (1591). В 1601 году сослан в Пелым, в 1602 году переведен в Нижний Новгород; вскоре возвращен в Москву. В день коронации Лжедимитрия I сделан боярином. В 1606—1607 годах был воеводой в Козельске и победил на берегах реки Вырки (1607) князя Масальского, сторонника Лжедимитрия II. При Михаиле Федоровиче играл очень видную роль, руководя преимущественно внешними делами. Умер в 1640 году. Жена — Ульяна Федоровна Литвинова-Мосальская
          1. Андрей Иванович Романов (ум. 15 апреля 1609) — во младенчестве
          2. Дмитрий Иванович Романов (ум. 4 ноября 1611) — во младенчестве
          3. Иван Иванович Романов (ум. 30 июля 1611) — во младенчестве
          4. Никита Иванович, последний боярин нецарственной линии Романовых. Был стольником в 1644 году, боярином в 1646 году. Умер в 1655 году.
            1. Андрей Никитич — ум. в детстве
            2. Дмитрий Никитич  — ум. в детстве
            3. Прасковья Никитична — ум. в детстве
            4. Ирина Никитична — ум. в детстве
            5. Прасковья Никитична — ум. в детстве
            6. Иван Никитич — ум. в детстве

          5. Прасковья Ивановна Романова (старшая). Ум. 27 декабря 1612 года в младенчестве
          6. Прасковья Ивановна Романова (младшая). Ум. 25 октября 1621 года в младенчестве

        7. Иван (Лев) Никитич Романов-Юрьев(ум. 5 февраля 1595 года). Бездетен
        8. Ульяна Никитична Романова-Юрьева (ум. 24 августа 1565 во младенчестве)
        9. Анна Никитична Романова-Юрьева (ум. 2 декабря 1585). Муж — князь Иван Федорович Троекуров (ум. 29 мая 1621)
        10. Евфимия (Евдокия) Никитична Романова-Юрьева (ум. 8 апреля 1608)). Муж — князь (Софроний) Иван Васильевич Сицкий (ум. 23 марта 1608). Она была пострижена с именем Евдокии и умерщвлена в Сумском остроге 8 апреля 1602 г.
        11. Марфа Никитична Романова-Юрьева (ум. 28 февраля 1610). Муж — князь Борис Камбулатович Черкасский (29 апреля 1602). Воспитала племянника, будущего царя Михаила Фёдоровича.
        12. Ирина Никитична Романова-Юрьева (ум. 6 июня 1633). Муж — Иван Иванович Годунов
        13. Анастасия (Анисья) Никитична Романова-Юрьева (ум. 9 октября 1655). Муж — князь Борис Михайлович Лыков-Оболенский

      4. Анна Романовна Романова-Юрьева. Муж — князь Василий Андреевич Сицкий. Ум. 22 октября 1578.
      5.  Анастасия Романовна, царица.

    4. Григорий (Гурий) Юрьевич Захарьин-Юрьев был воеводой в походах, боярином. Жена — Ульяна. Умер в 1567 году.
      1. Василий Григорьевич Юрьев-Захарьин. Бездетен
      2. Яков Григорьевич Юрьев-Захарьин. Бездетен

    5. Семен Юрьевич Юрьев-Захарьин
      1. Михаил Семенович Юрьев-Захарьин. Бездетен

    6. Василий Юрьевич Юрьев-Захарьин (ум. 15 июля 1498). Бездетен
    7. Феодосия Юрьевна Юрьева-Захарьина

## Палаты бояр Романовых
Старинный московский двор царя Михаила Фёдоровича, или так называемая Палата Романовых, восстановлена при императоре Александре II. Здесь хранятся вещи, принадлежавшие патриарху Филарету, Михаилу Фёдоровичу и царице Евдокии. Все материалы, относящиеся к Романовым, собирались в особом Романовском отделе, основанном Н. Н. Селифонтовым в 1896 году, при Костромской Ученой архивной комиссии.

## Погребения
В подвальной части Спасо-Преображенского собора Новоспасского монастыря в Москве находится ряд могил, среди которых и погребения бояр Захарьиных-Романовых.
В 1902 году усыпальница Романовых с церковью Святого Романа Сладкопевца была перестроена архитектором С. У. Соловьёвым.
После закрытия монастыря в 1918 году усыпальница была разорена, надгробия уничтожены, часть гробниц утрачена. В восстановленной в конце 1990-х годов усыпальнице был воссоздан храм в честь преподобного Романа Сладкопевца, который освящён 10 марта 2002 года.